# Evizione
Nell'ambito del diritto privato, si parla di evizione se un terzo fa valere il suo diritto di proprietà sulla cosa venduta e la sottrae a colui che l'ha comprata. Il venditore ha quindi l'obbligo di garantire l'assenza di tale rischio, secondo il brocardo: evincere est aliquid vincendo auferre. (alla lettera: "evincere è portar via qualcosa vincendo [in giudizio]").

## Diritto romano
La "garanzia per evizione" era elemento naturale del negozio formale della mancipatio.
Nel caso in cui un compratore (con mancipatio a non domino oppure anche nel caso di res mancipi vendita ac tradita) fosse stato citato in giudizio da un terzo che assumesse di essere lui il proprietario, prima che si compisse il termine per l'usucapione e di fronte alla rei vindicatio del terzo fosse rimasto soccombente o evitto (con la conseguenza di dovergli restituire la cosa), ecco che avrebbe avuto luogo l'evizione. 
Il venditore, responsabile di avere alienato cosa non propria, sarebbe stato responsabile e il mancipio accipiens, a meno che non fosse già diventato proprietario per usucapione, intentava l'actio auctoritatis contro il venditore chiedendo il duplum del prezzo pagato. Secondo la Legge delle XII tavole era infatti obbligo del mancipio dans quello di prestare l'auctoritas, ovvero di garantire il compratore dall'evizione. Una responsabilità del venditore per l'evizione nell'emptio venditio non fu invece inizialmente sancita, ma tramite actio empti ex fide bona, sarebbe stata presa in considerazione la responsabilità per dolo del venditore il quale avesse venduto scientemente il compratore ignaro cosa non propria. La mancipatio in seguito a contratto di compravendita poteva aver eventualmente luogo, ma certamente solo nel caso di res mancipi.
Per le res nec mancipi, sarebbe stata cura del compratore farsi prestare idonee garanzie con una cosiddetta stipulatio duplae. Con essa il venditore prometteva, appunto con stipulatio, di pagare il doppio del prezzo per l'ipotesi che la cosa venisse evitta. In età classica diventò elemento naturale, se è vero che bastava l'actio empti per sanzionare il venditore non proprietario.
La responsabilità del venditore poteva essere esclusiva in virtù del pactum de non praestanda evictione.

## Diritto italiano
Il venditore deve garantire il bene venduto sia da vizi occulti sia dall'evizione (art. 1476 del codice civile), ossia che la cosa venduta non appartenga ad altri che la possano rivendicare.
La garanzia per l'evizione è funzionale alla tutela del compratore per eventuali "vizi giuridici", non conosciuti al momento della conclusione del contratto, che limitano il godimento del diritto o del bene. Si distinguono tre tipi di evizione: 
- Totale
- Parziale
- Limitativa

L'"evizione totale" si ha nel caso in cui il compratore subisce l'accoglimento di un'azione di rivendicazione proposta da un terzo, perdendo così la proprietà del bene. In tal caso è previsto che il compratore possa proporre l'azione di risoluzione del contratto, condannando il venditore alla restituzione del prezzo e al risarcimento del danno.
L'"evizione parziale" si ha nel caso in cui una cosa sia soltanto di proprietà parzialmente altrui. Se al momento della conclusione del contratto il compratore avesse ugualmente acquistato il bene nonostante fosse a conoscenza di tale situazione, allora avrebbe diritto alla sola riduzione del prezzo oltre al risarcimento del danno, nel caso in cui il compratore non avesse acquistato il bene allora potrebbe chiedere la risoluzione e il risarcimento del danno.
L'"evizione limitativa" si ha quando: sul bene i terzi vantino diritti reali minori, in tal caso la disciplina opera come per l'evizione parziale.
Il compratore ha l'onere di chiamare a testimoniare il venditore nella eventualità che un terzo vanti diritti sul bene acquistato, qualora non lo facesse perderebbe la garanzia per l'evizione. Ciò si spiega con il fatto che il venditore può eccepire in giudizio la validità dell'atto traslativo e smentire le pretese del terzo.